# 公条本源氏物語
公条本源氏物語（きんえだほんげんじものがたり）は、源氏物語の写本の一つ。

## 概要
三条西公条（1487年（文明19年）から1563年（永禄6年））によるとされる源氏物語の写本であるが、奥書・識語の類は無く、古筆鑑定なども無いためいかなる理由で三条西公条のものとされているのかは不明である。本写本は巻ごとに、また桐壺など一部の巻では巻の途中でも筆跡の変わる寄合書である。本書の筆跡は概ね4つに分かれるが、そのいずれもが「やや稚拙」と言えるもので、三条西公条のような古典の書写になれている人物によるとは思えないような稚拙な書体であり、三条西公条の筆跡として確実であると思われる日本大学所蔵の三条西家本の三条西公条の筆跡などとは一致しない。表紙については改装した痕跡が認められ、反古紙を表紙に再利用しているなどそれほど高級な作りではない。全体的に保存状態は良くなく、部分的にかなりの虫食いがある場所も見られる。
本写本は、書誌学的観点からの分析によれば江戸時代後期又は中期をそれほど遡らない時代に書写したと見られるもので、使用されている紙の加速器質量分析法による<14>^C年代測定でも同程度の時代の成立であるとの結果が得られている。

## 伝来
本書にいくつか押されている蔵書印等により、本写本が過去には以下のような人物の蔵書であったことが確認出来る。
- 青木信寅（函館控訴院裁判長等を務め、1891年（明治24年）9月24日に没した人物）
- 松方巌（第4代総理大臣松方正義の長男で第十五銀行の頭取等を務めた銀行家）
- 国文学者山岸徳平[注釈 1]

山岸の死去（1987年（昭和62年）5月22日）の後、同人の蔵書は一括して山岸文庫として同人が学長を務めていた実践女子大学のものとなったため、本写本も現在は実践女子大学図書館山岸文庫の所蔵となっている。

## 内容

### 分冊状況
本書は以下のように25冊54帖で構成されている。
- 1 第01帖 桐壺
- 2 第02帖 帚木、第03帖 空蝉
- 3 第04帖 夕顔、第05帖 若紫
- 4 第06帖 末摘花、第07帖 紅葉賀
- 5 第08帖 花宴、第09帖 葵
- 6 第10帖 賢木、第11帖 花散里
- 7 第12帖 須磨、第13帖 明石
- 8 第14帖 澪標、第15帖 蓬生
- 9 第16帖 関屋、第17帖 絵合、第18帖 松風、第19帖 薄雲
- 10 第20帖 朝顔、第21帖 少女
- 11 第22帖 玉鬘、第23帖 初音、第24帖 胡蝶
- 12 第25帖 蛍、第26帖 常夏、第27帖 篝火、第28帖 野分
- 13 第29帖 行幸、第30帖 藤袴
- 14 第31帖 真木柱、第32帖 梅枝、第33帖 藤裏葉
- 15 第34帖 若菜上
- 16 第35帖 若菜下
- 17 第36帖 柏木、第37帖 横笛、第38帖 鈴虫
- 18 第39帖 夕霧、第40帖 御法
- 19 第41帖 幻、第42帖 匂宮、第43帖 紅梅、第44帖 竹河
- 20 第45帖 橋姫、第46帖 椎本
- 21 第47帖 総角、第48帖 早蕨
- 22 第49帖 宿木
- 23 第50帖 東屋
- 24 第51帖 浮舟、第52帖 蜻蛉
- 25 第53帖 手習、第54帖 夢浮橋

### 本文
花散里巻のみが河内本系統である以外全体的には青表紙本の系統に属する本文であり、概ねいわゆる三条西家本の系統に属するものであるということが出来るが、一部に特徴的な本文を持っている。「校異源氏物語」（「源氏物語大成校異篇」）以後多くの源氏物語の校本において底本として採用されてきた大島本には、従来しばしば他の青表紙本に見られない孤立した本文が見られることが指摘されてきた。しかしそのような現象は「校異源氏物語」（「源氏物語大成校異篇」）に採用された写本の中だけで見た場合の現象であり、同校本に採用されていない本写本や本写本と同じく実践女子大学図書館山岸文庫の所蔵である明融本には大島本だけの孤立していると見られた本文の存在が確認出来ることが指摘されている。
本写本は影印本や翻刻本は存在せず、また『校異源氏物語』や『源氏物語大成校異編』といった校本への採用も無い。